# Língua chinanteca de Palantla
O chinanteco de Palantla (jǿg³ jmei¹²), também conhecido como chinanteco de Tlatepuzco ou língua tlatepuzca, é uma língua do ramo chinanteco da família oto-mangueana, falado por cerca de 15 mil a 25 mil pessoas principalmente em vilas e ranchos ao norte do estado mexicano de Oaxaca, com grandes números nas regiões de Valle Nacional e Tuxtepec, mas também em outras regiões de Oaxaca, Veracruz, Chiapas e o Distrito Federal dada a diáspora dos povos chinantecos.

## Etimologia
Em chinanteco, jǿg³ jmei¹² significa "língua sem tempero", composto por de jǿg³ (língua) e jmei³ (simples, sem sabor), fazendo contraponto a expressão para a língua espanhola, jǿg³ ŋiíh¹, que significa “língua salgada”.
A expressão "chinanteco" se refere aos povos nativos da Chinantla, região étnica ao norte do estado de Oaxaca, palavra de origem no náhuatl clássico derivada de chinamitl (chinampa) e tla (abundância), significando "onde há muitas chinampas". Suas variantes são referidas de acordo com a localidade em que os estudos são realizados, como o chinanteco de Palantla, falado em San Juan Palantla (onde foram realizados os primeiros estudos sobre a língua, fato devido a este que a língua é mais conhecida assim), e o chinanteco de Tlatepuzco, falado em San Pedro Tlatepuzco e Santiago Tlatepuzco (do nahuátl tlallí "terra"; teposco "atrás").

## História
A história do chinanteco de Palantla remonta à origem da família oto-mangueana, falada no México desde pelo menos 2000 AEC, com origem na região de Tehuacán, com alguns estudos indicando o desmebreamento do proto-oto-mangueano em 4000 AEC. A reconstrução do proto-oto-mangueano iniciou na década de 1950, ao passo que Lyle Campbell buscou unificar os estudos ao redor das línguas oto-pameanas, zapotecas e chiapaneco-mangueanas. As línguas chinantecas, assim como as línguas oto-pameanas, pertencem ao ramo ocidental das línguas oto-mangueanas.
A população chinanteca tem sua história pouco documentada, sobretudo acerca de sua origem étnica.  Acredita-se que a Grande Chinantla, cidade-berço da população chinanteca, teria sido fundada entre 900 e 1100 EC, entre o estado de Puebla e o norte de Oaxaca. Por volta de 1240 e 1305, o reino chinanteco teria sido dividido pela disputa de dois herdeiros reais. Em 1420, guerras civis teriam levado a criação de três reinos feudais: Yólox, Usila e Chinantla. Após este período, os chinantecos teriam passado a se aliar aos zapotecos na tentativa de se proteger dos astecas, que invadem os territórios chinantecos a partir de 1457, deslocando diversos assentamentos. Em 1480, grandes enchentes teriam destruído muitas das cidades e vilas chinantecas, fazendo a população se reorganizar em vilas a partir de então, sobretudo na costa de montanhas próximas aos rios.
Grande parte dos estudos das línguas chinantecas se concetram na vila de San Juan Palantla, que teria sido fundada em 1501, mas ocupado múltiplas localizações diferentes ao longo dos anos após enchentes que destruíam os assentamentos  a mais recente em 1928, que marcou a identidade do povo de modo que os próprios chinantecos se identificam como "o povo que se inundou". Estudos também foram conduzidos em San Pedro Tlatepuzco e Santiago Tlatepuzco, de origens exatas desconhecidas.
Atualmente, os povos chinantecos falam diversas línguas na região de Oaxaca, se identificando coletivamente apenas como falantes das línguas chinantecas. Além disso, cada um dos subgrupos possui uma identidade própria, a maioria derivada de nomes de animais:
| Subgrupo                           | Localização                    | Derivado de          |
| ---------------------------------- | ------------------------------ | -------------------- |
| dsa² cøh³ (povo de Tlatepuzco)     | Jø³Juøi² Cøh³ (Tlatepuzco)     | cøh³ (lagarto)       |
| dsa² hiég³ (povo de Chiltepec)     | Jø³Juøi² Hiég³ (Chiltepec)     | hiég³ (Pompilidae)   |
| dsa² huøin³ (povo de Ojitlán)      | Jø³Juøi² Huøin³ (Ojitlán)      | huøin³ (Chrysopidae) |
| dsa² jinh² (povo de Usila)         | Jø³Juøi² Jinh² (Usila)         | jinh² (vespa negra)  |
| dsa² møi² (povo de Valle Nacional) | Jø³Juøi² Møi² (Valle Nacional) | møi² (águia)         |
| dsa² tien¹² (povo de Tepetotutla)  | Jø³Juøi² Tien¹² (Tepetotutla)  | tien¹² (pássaro)     |
| dsa² mu¹jai³ (povo de Ozumacín)    | Jø³Juøi² Mu¹jai³ (Ozumacín)    | mu¹jai³ (emaciado)   |

Os registros historiográficos mais antigos acerca da população chinantecas são de autoria de Mariano Espinosa, um professor de Tuxtepec, posteriormente compilados pelo historiador Howard Cline, responsável pela grande parte dos registros até a década de 1950. Baseando-se na documentação de Cline, o linguista William R. Merrifield viajou ao México em 1955 para desenvolver os estudos acerca da língua chinanteca de Palantla pela SIL International, em cooperação com a Direção Geral de Assuntos Indígenas da Secretaria de Educação Pública do México a fim da alfabetização e castelinização das crianças chinantecas. Nas décadas seguintes, Merrifield dedicou-se ao chinanteco de Palantla, tal que seus estudos são a fonte primária de toda pesquisa acerca do chinanteco de Palantla.

## Fonologia

### Consoantes
O chinanteco de Palantla possui 19 fonemas consonantais, apresentados no quadro abaixo:
|             | Bilabial | Alveolar | Palatal | Velar | Glotal |
| ----------- | -------- | -------- | ------- | ----- | ------ |
| Plosiva     | p b      | t d      |         | k ɡ   | ʔ      |
| Nasal       | m        | n        |         | ŋ     |        |
| Fricativa   | ɸ        | s        |         |       | h      |
| Aproximante | w        |          | j       |       |        |
| Africada    |          | t͡s d͡z    |         |       |        |
| Vibrante    |          | r        |         |       |        |
| Lateral     |          | l        |         |       |        |

O fonema /ɸ/ aparece apenas em empréstimos do espanhol, em substituição ao fonema /f/, não encontrado no chinanteco.
Encontros consonantais ocorrem com /h/ ou /ʔ/ como o primeiro fonema do encontro, sucedidos de /m/, /n/, /l/ ou /ŋ/. Os africados alveolares /t͡s/ e /d͡z/ normalmente ocorrem na posição apical, entretanto, ocorre na posição laminar quando sucedido de /i/ como a primeira vogal de um encontro vocálico. Tal ocorrência do /i/ também implica na palatalização dos fonemas /k/, /g/ e /ŋ/. 

### Vogais
O chinanteco de Palantla possui 7 fonemas vocálicos, apresentados no quadro abaixo:
|         | Anterior | Central | Posterior |
| ------- | -------- | ------- | --------- |
| Fechada | i        |         | ɯ u       |
| Média   | ɛ        |         | ɤ o       |
| Aberta  |          | a       |           |

### Tons
Todas as sílabas do chinanteco de Palantla ocorrem com um dos três fonemas tônicos — o 1º tom (¹) baixo, o 2º tom (²) médio ou o 3º tom (³) alto — ou com a combinação de dois deles — 1 e 2 (¹²), 1 e 3 (¹³) ou 3 e 1 (³¹). Seus alófonos variam conforme o tipo das sílabas (balísticas ou controladas), a ocorrência de uma oclusiva glotal no ápice da sílaba e a posição da sílaba no enunciado.
O primeiro tom, geralmente, é um tom baixo descendente. Quando ocorre sucessivamente em sílabas controladas contíguas, inicia progressivamente mais baixo. Quando ocorre ao final do enunciado, em uma sílaba balística, tem sua descendência neutralizada.
O segundo tom é um tom médio, tendendo a iniciar e se manter no mesmo tom quando ocorre sucessivamente em sílabas controladas contíguas. Entretanto, quando ocorre em sílabas balísticas, tende a iniciar em um tom levemente mais alto que em sílabas controladas, e é descendente, exceto quando é a última sílaba do discurso ou ocorre em sílaba com uma oclusiva glotal em seu ápice — casos nos quais se mantém no mesmo tom. Quando é seguido do primeiro tom, seja na combinação 1-2 ou em sílaba controlada contígua, tende a iniciar em tom mais baixo.
O terceiro tom é um tom alto, tendendo a iniciar progressivamente mais baixo quando ocorre em sílabas controladas contíguas. Em sílabas balísticas, tende a iniciar mais alto que em sílabas controladas, e é descendente, exceto quando é a última sílaba do discurso ou ocorre em sílaba com uma oclusiva glotal em seu ápice — casos nos quais se mantém no mesmo tom.
Os tons compostos 1-2 (¹²) e 1-3 (¹³) tendem a seguir as mesmas variações que os tons que os compõem. Deste modo, assim como o primeiro tom, tendem a iniciar progressivamente mais baixos quando ocorrem em sílabas controladas contíguas. Além disso, quando ocorrem em uma sílaba cujo ápice é uma oclusiva glotal, têm uma limitação distributiva de forma a não apresentar contraste entre os tipos silábicos.
O tom composto 1-3 (¹³) é um tom alto descendente que ocorre apenas em uma restrita lista de palavras, todas as quais são empréstimos da língua espanhola. Assim como os tons 1-2 e 1-3, não apresenta contraste entre os tipos silábicos.
A distinção entre sílabas balísticas e controladas surge da relação entre o tom de cada uma das sílabas e a sílaba tônica de uma palavra, bem como o movimento de abdução da glote e a pressão subglotal, que criam um efeito acústico que altera a intensidade da sílaba.

## Ortografia
O alfabeto chinanteco de Palantla começou a ser estabelecido na década de 1950 na tentativa da Secretaria de Educação Pública do México de alfabetizar e castelhanizar a população indígena chinanteca do estado de Oaxaca. Ele se baseia no alfabeto espanhol, mas existem diferenças; geralmente, as letras representam o mesmo som nas duas línguas, mas existem exceções, e cada língua utiliza letras que a outra não necessita. O uso da ortografia utilizada pelos indígenas chinantecos consta no quadro abaixo:
| Letra | Pronúncia (IPA) | Exemplo        | Aproximação               |
| ----- | --------------- | -------------- | ------------------------- |
| a     | /a/             | ta³ (trabalho) | aqui                      |
| b     | /b/             | bé² (forte)    | bola                      |
| c     | /k/             | co¹² (jogo)    | casa                      |
| ch    | /ts/            | chii² (há)     | tsunami (inglês)          |
| d     | /d/             | di³ (porque)   | dois                      |
| ds    | /dz/            | dsú² (macho)   | jam (inglês)              |
| e     | /e/             | té¹² (alcança) | escola                    |
| ë     | /ɤ/             | të² (sabe)     | --                        |
| f     | /ɸ/             | Fé³ (Félix)    | fossa                     |
| g     | /g/             | go² (pátria)   | gato                      |
| h     | /ʔ/             | he² (quê)      | oh-oh (interjeição)       |
| i     | /i/             | si² (fogo)     | igual                     |
| j     | /h/             | ja³ (onde)     | jaguar (espanhol)         |
| j     | /◌̥/             | jmø² (sangue)  |                           |
| l     | /l/             | la² (este)     | lado                      |
| m     | /m/             | má¹ (comida)   | mão                       |
| n     | /n/             | ná¹²           | nada                      |
| ŋ     | /ŋ/             | ŋá¹² (carne)   | thing (inglês)            |
| o     | /o/             | to² (pilão)    | olho                      |
| ø     | /ɯ/             | tø² (curto)    | pegar (português europeu) |
| p     | /p/             | pa³ (grande)   | panela                    |
| q     | /k/             | quii¹² (lixo)  | queijo                    |
| r     | /r/             | rø² (perfeito) | ratón (espanhol)          |
| s     | /s/             | si² (papel)    | sal                       |
| t     | /t/             | tá² (tear)     | talha                     |
| ts    | /ts/            | tsøh² (lua)    | tsunami (inglês)          |
| u     | /u/             | tu² (pavão)    | uva                       |
| u     | /w/             | uai¹² (doer)   | uau (interjeição)         |

Além disso, o alfabeto chinanteco utiliza, para a marcação de tons, números subscritos à sílaba: ¹, ¹², ¹³, ², ³ e ³¹. Em certos casos gramaticais é possível ligar uma sílaba à outra, de maneira que a segunda perde o tom e se pronuncia em voz baixa. Estas sílabas são escritas sem a marcação de tom (por exemplo, dság¹²dsa "ele sai" e gug²dsa "sua mão"). 
O chinanteco, quando necessário, também se aproveita de diacríticos para impedir ambiguidade entre sílabas balísticas, marcadas com um acento agudo (´), e as sílabas controladas, marcadas com um acento grave (`).

## Gramática

### Pronomes

#### Pronomes pessoais
O quadro de pronomes pessoais do chinanteco de Palantla é formado por três pessoas no singular e no plural, de forma que a 1ª pessoa do plural distingui-se nas formas exclusiva e inclusiva. Ao todo, o quadro é composto por sete pronomes, apresentados abaixo:
|           | Singular | Plural    | Plural  |
| exclusivo | Singular | inclusivo |         |
| --------- | -------- | --------- | ------- |
| 1ª pessoa | jní²     | jnieh³    | jniang³ |
| 2ª pessoa | hníng²   | hniah¹²   | hniah¹² |
| 3ª pessoa | dsa²     | dsa²      | dsa²    |

Os pronomes pessoais jní², hníng² e dsa², após sílabas tônicas, podem ocorrer sem tonicidade. Os pronomes pessoais podem ocorrer na posição nominal de uma oração, ou na posição atributiva em frases nominais pronominais ou com substantivos inalienáveis, como em gug²dsa (sua mão). O pronome dsa², além de um pronome pessoal, também ocorre como um substantivo animado alienável, ocupando o núcleo de frases nominais, como em dsa² he¹² (pessoa bêbada) e em dsa² ná¹² (aquela pessoa).

### Verbos
Os verbos, em chinanteco de Palantla, são comumente precedidos de prefixos derivacionais, direcionais, temporais e negativo, e são flexionados em relação ao modo, pessoa-número, aspecto e transitividade.

Os prefixos derivacionais diferem os verbos básicos (formados por 1 lexema) dos derivados (formados por um prefixo e um lexema básico). Os prefixos podem ser ativos (precedendo verbos estáticos) ou estáticos (precedendo verbos ativos). Os prefixos ativos são utilizados para os aspectos que não são abrangidos pelos verbos estáticos, isto é, os aspectos completivo (prefixo lø²) e intencional (prefixo li¹). Por exemplo:
"ŋii¹² [-dsa]" (ele sabe) - verbo estático, aspecto progressivo
"li¹ ŋii¹² [-dsa]" (ele descobrirá) - prefixo derivacional, aspecto completivo

"ca¹ lø² ŋii¹² [-dsa]" (ele descobriu) - prefixo derivacional, aspecto completivo
Os prefixos estáticos são "chi³" e "rø²", usados livremente na maioria dos casos, exceto em alguns verbos que exigem um dos prefixos em específico, entretanto, suas distribuições e distinção são deconhecidas. Seu uso pode ser observado com o verbo "cobrir":
"jla¹² [-dsa]" (ele está se cobrindo) - verbo ativo, aspecto progressivo
"jla¹ [-dsa]" (ele vai se cobrir) - verbo ativo, aspecto intencional
"ca¹ jla¹ [-dsa]" (ele se cobriu) - verbo ativo, aspecto completivo

"rø² jla¹² [-dsa]" (ele está coberto) - prefixo estático
Os prefixos direcionais precedem verbos de direção, e variam de acordo com quatro aspectos (habitual, progressivo, intencional e completivo), e de acordo com o movimento (que ainda difere em relação à pessoa-número do sujeito) — isto é, em direção ao falante (flexionando entre a 1ª ou 2ª pessoa e a 3ª pessoa) ou em direção oposta ao falante (flexionando entre a 1ª pessoa do singular, a 1ª pessoa do plural, a 2ª pessoa e a 3ª pessoa).
O chinanteco de Palantla possui dois prefixos temporais para indicar ações passadas, utilizados juntos ao aspecto completivo: na², marcando ações realizadas no mesmo dia e ca¹, marcando ações realizadas em dias anteriores ou então que aconteceram apenas instantes antes.
O chinanteco de Palantla possui dois modos verbais, indicativo e imperativo. O indicativo é flexionado em todas as demais categorias de flexão e junto a todos os prefixos. O imperativo, por sua vez, baseia-se nas formas da flexão para a 2ª pessoa, apenas omitindo a oclusiva glotal final de suas flexões. Quando ocorre no aspecto completivo ou junto a partícula negativa, seu aspecto é flexionado na forma progressiva.
Os verbos são flexionados em relação à pessoa-número em  quatro categorias de sujeito (1ª pessoa no singular, 1ª pessoa no plural, 2ª pessoa e 3ª pessoa) e duas categorias de objeto (1ª pessoa e 2ª ou 3ª pessoa. Por exemplo, a conjugação do verbo "seguir":
| Sujeito               | Objeto          | Verbo |
| --------------------- | --------------- | ----- |
| 1ª pessoa do singular | 2ª ou 3ª pessoa | hé²   |
| 1ª pessoa do plural   | 2ª ou 3ª pessoa | hé¹³  |
| 2ª pessoa             | 1ª pessoa       | héin¹ |
| 2ª pessoa             | 2ª ou 3ª pessoa | hén¹  |
| 3ª pessoa             | 1ª pessoa       | hen¹  |
| 3ª pessoa             | 2ª ou 3ª pessoa | he¹   |

Em relação ao aspecto, os verbos são flexionados entre progressivos, intencionais e completivos. Além disso, em verbos direcionais pode ocorrer o aspecto habitual. Por exemplo:
"he¹² [-jni]" (eu estou ensinando) - aspecto progressivo
"he¹³ [-jni]" (eu vou ensinar) - aspecto intencional

"ca¹ he¹ [-jni]" (eu ensinei) - aspecto completivo
Verbos intransitivos são flexionados em referência a 1 forma nominal (sujeito), de acordo com a pessoa e gênero (animado ou inanimado) do sujeito. Verbos transitivos são flexionados em referência a 2 formas nominais (sujeito e objeto), de acordo com a pessoa (e por vezes, o gênero) do sujeito animado e a pessoa do objeto. Os verbos ditransitivos são flexionados em referência a 3 formas nominais (sujeito e dois objetos), da mesma forma que nos verbos transitivos, sendo o segundo objeto obrigatoriamente um substantivo inanimado.

### Sentença
Na língua chinanteca, a oração é composta de constituintes primários (incluindo o núcleo da oração), aos quais são adicionados constituintes secundários e terciários (agregando sentido, como adjuntos). 
São constituintes primários elementos nominais (sujeitos e objetos) e verbais (predicados). A ordem normal dos constituintes primários na oração é VSO.
São constituintes secundários advérbios de modo, locativos, associativos, vocativos e de causa. Os advérbios locativos podem ser espaciais, temporais e lógicos. À exceção dos advérbios de modo que precedem o núcleo da oração, todos são posicionados após o núcleo da oração. Assim, a ordem normal dos constituintes secundários na oração é modo - núcleo - locativo espacial - locativo temporal - locativo lógico - associativo - vocativo - causa. Raramente são utilizados mais de 2 ou 3 constituintes secundários na mesma frase.
Os constituintes terciários, por sua vez, são ligados mais vagamente ao núcleo da oração que os constituintes secundários. Geralmente se faz uma pausa entre os constituintes terciários e os demais. São livremente posicionados antes ou após os demais constituintes, mas jamais entre os primários e secundários.